# Фудбалска репрезентација Чилеа
Фудбалска репрезентација Чилеа је фудбалски тим који представља Чиле на међународним такмичењима и под контролом је Фудбалског савеза Чилеа који је основан 1895. године. Учествовала је на осам Светских првенстава и била је домаћин Светског првенства 1962. када је остварила свој највећи успех на Светским првенствима завршивши на трећем месту.

## Резултати репрезентације

### Светска првенства
| 1930   | Групна фаза           | 5. место              | 3                     | 2                     | 0                     | 1                     | 5                     | 3                     | Добила позив за првенство    | Добила позив за првенство    | Добила позив за првенство    | Добила позив за првенство    | Добила позив за првенство    | Добила позив за првенство    |                  |                  |                  |
| 1934   | Повукла се            | Повукла се            | Повукла се            | Повукла се            | Повукла се            | Повукла се            | Повукла се            | Повукла се            | Повукла се                   | Повукла се                   | Повукла се                   | Повукла се                   | Повукла се                   | Повукла се                   |                  |                  |                  |
| 1938   | Повукла се            | Повукла се            | Повукла се            | Повукла се            | Повукла се            | Повукла се            | Повукла се            | Повукла се            | Повукла се                   | Повукла се                   | Повукла се                   | Повукла се                   | Повукла се                   | Повукла се                   |                  |                  |                  |
| 1950   | Групна фаза           | 9. место              | 3                     | 1                     | 0                     | 2                     | 5                     | 6                     | Аутоматски се квалификовала  | Аутоматски се квалификовала  | Аутоматски се квалификовала  | Аутоматски се квалификовала  | Аутоматски се квалификовала  | Аутоматски се квалификовала  |                  |                  |                  |
| 1954   | Није се квалификовала | Није се квалификовала | Није се квалификовала | Није се квалификовала | Није се квалификовала | Није се квалификовала | Није се квалификовала | Није се квалификовала | 4                            | 0                            | 0                            | 4                            | 1                            | 10                           |                  |                  |                  |
| 1958   | Није се квалификовала | Није се квалификовала | Није се квалификовала | Није се квалификовала | Није се квалификовала | Није се квалификовала | Није се квалификовала | Није се квалификовала | 4                            | 1                            | 0                            | 3                            | 2                            | 10                           |                  |                  |                  |
| 1962   | Полуфинале            | 3. место              | 6                     | 4                     | 0                     | 2                     | 10                    | 8                     | Квалификовала се као домаћин | Квалификовала се као домаћин | Квалификовала се као домаћин | Квалификовала се као домаћин | Квалификовала се као домаћин | Квалификовала се као домаћин |                  |                  |                  |
| 1966   | Групна фаза           | 13. место             | 3                     | 0                     | 1                     | 2                     | 2                     | 5                     | 5                            | 3                            | 1                            | 1                            | 14                           | 8                            |                  |                  |                  |
| 1970   | Није се квалификовала | Није се квалификовала | Није се квалификовала | Није се квалификовала | Није се квалификовала | Није се квалификовала | Није се квалификовала | Није се квалификовала | 4                            | 1                            | 2                            | 1                            | 5                            | 4                            |                  |                  |                  |
| 1974   | Групна фаза           | 11. место             | 3                     | 0                     | 2                     | 1                     | 1                     | 2                     | 5                            | 3                            | 1                            | 1                            | 6                            | 2                            |                  |                  |                  |
| 1978   | Није се квалификовала | Није се квалификовала | Није се квалификовала | Није се квалификовала | Није се квалификовала | Није се квалификовала | Није се квалификовала | Није се квалификовала | 4                            | 2                            | 1                            | 1                            | 5                            | 3                            |                  |                  |                  |
| 1982   | Групна фаза           | 22. место             | 3                     | 0                     | 0                     | 3                     | 3                     | 8                     | 4                            | 3                            | 1                            | 0                            | 6                            | 0                            |                  |                  |                  |
| 1986   | Није се квалификовала | Није се квалификовала | Није се квалификовала | Није се квалификовала | Није се квалификовала | Није се квалификовала | Није се квалификовала | Није се квалификовала | 9                            | 5                            | 2                            | 2                            | 18                           | 12                           |                  |                  |                  |
| 1990   | Није се квалификовала | Није се квалификовала | Није се квалификовала | Није се квалификовала | Није се квалификовала | Није се квалификовала | Није се квалификовала | Није се квалификовала | 4                            | 2                            | 1                            | 1                            | 9                            | 4                            |                  |                  |                  |
| 1994   | Дисквалификована      | Дисквалификована      | Дисквалификована      | Дисквалификована      | Дисквалификована      | Дисквалификована      | Дисквалификована      | Дисквалификована      | Дисквалификована             | Дисквалификована             | Дисквалификована             | Дисквалификована             | Дисквалификована             | Дисквалификована             | Дисквалификована | Дисквалификована | Дисквалификована |
| 1998   | Осмина финала         | 16. место             | 4                     | 0                     | 3                     | 1                     | 5                     | 8                     | 16                           | 7                            | 4                            | 5                            | 32                           | 18                           |                  |                  |                  |
| 2002   | Није се квалификовала | Није се квалификовала | Није се квалификовала | Није се квалификовала | Није се квалификовала | Није се квалификовала | Није се квалификовала | Није се квалификовала | 18                           | 3                            | 3                            | 12                           | 15                           | 27                           |                  |                  |                  |
| 2006   | Није се квалификовала | Није се квалификовала | Није се квалификовала | Није се квалификовала | Није се квалификовала | Није се квалификовала | Није се квалификовала | Није се квалификовала | 18                           | 5                            | 7                            | 6                            | 18                           | 22                           |                  |                  |                  |
| 2010   | Осмина финала         | 10. место             | 4                     | 2                     | 0                     | 2                     | 3                     | 5                     | 18                           | 10                           | 3                            | 5                            | 32                           | 22                           |                  |                  |                  |
| 2014   | Осмина финала         | 9. место              | 4                     | 2                     | 1                     | 1                     | 6                     | 4                     | 16                           | 9                            | 1                            | 6                            | 29                           | 25                           |                  |                  |                  |
| 2018   | Није се квалификовала | Није се квалификовала | Није се квалификовала | Није се квалификовала | Није се квалификовала | Није се квалификовала | Није се квалификовала | Није се квалификовала | 18                           | 8                            | 2                            | 8                            | 26                           | 27                           |                  |                  |                  |
| 2022   | Није се квалификовала | Није се квалификовала | Није се квалификовала | Није се квалификовала | Није се квалификовала | Није се квалификовала | Није се квалификовала | Није се квалификовала | 18                           | 5                            | 4                            | 9                            | 19                           | 26                           |                  |                  |                  |
| Укупно | 3. место              | 9/22                  | 33                    | 11                    | 7                     | 15                    | 40                    | 49                    | 165                          | 67                           | 33                           | 65                           | 237                          | 220                          |                  |                  |                  |

### Куп конфедерација
| Година     | Коло                  | Поз.                  | Од.                   | П                     | Н                     | И                     | ГД                    | ГП                    |
| ---------- | --------------------- | --------------------- | --------------------- | --------------------- | --------------------- | --------------------- | --------------------- | --------------------- |
| 1992—2013. | Није се квалификовала | Није се квалификовала | Није се квалификовала | Није се квалификовала | Није се квалификовала | Није се квалификовала | Није се квалификовала | Није се квалификовала |
| 2017       | Финалиста             | 2. место              | 5                     | 1                     | 3                     | 1                     | 4                     | 3                     |
| Укупно     | Финалиста             | 1/10                  | 5                     | 1                     | 3                     | 1                     | 4                     | 3                     |

### Копа Америка
| 1916.              | 4. место   | 1939. | 4. место   | 1967. | 3. место     |
| 1917.              | 4. место   | 1941. | 3. место   | 1975. | 1 коло       |
| 1919.              | 4. место   | 1942. | 6. место   | 1979. | 2. место     |
| 1920.              | 4. место   | 1945. | 3. место   | 1983. | 1 коло       |
| 1921.              | Повукла се | 1946. | 4. место   | 1987. | 2. место     |
| 1922.              | 4. место   | 1947. | 4. место   | 1989. | 1 коло       |
| 1923               | Повукла се | 1949. | 4. место   | 1991. | 3. место     |
| 1924.              | 4. место   | 1953. | 4. место   | 1993. | 1 коло       |
| 1925.              | Повукла се | 1955. | 2. место   | 1995. | 1 коло       |
| 1926.              | 3. место   | 1956. | 2. место   | 1997. | 1 коло       |
| Амерички куп 1927. | Повукла се | 1957. | 6. место   | 1999. | 4. место     |
| 1929.              | Повукла се | 1959. | 5. место   | 2001. | Четвртфинале |
| 1935.              | 4. место   | 1959. | Повукла се | 2004. | 1 коло       |
| 1937.              | 5. место   | 1963. | Повукла се | 2007. | Четвртфинале |

- Првенство оивичено црвеном бојом означава да је турнир одржан на домаћем терену (у Чилеу).

### Пријатељске утакмице
| Чиле                                                                      | 5:0    | Венецуела |
| ------------------------------------------------------------------------- | ------ | --------- |
| Санчез 17’, · Валдивија 44’, · Варгас 55’, · Миљар 78’, · Хернандез 90+2’ | Детаљи |           |

| Чиле       | 1:2    | Уругвај                     |
| ---------- | ------ | --------------------------- |
| Санчез 28’ | Детаљи | Ролан 45+1’, · Гонзалес 80’ |

## Тренутни састав
Ажурирано 17. новембра 2020, након утакмице против Венецуеле.
| Бр. | Поз. | Играч               | Датум рођења       | Наступи | Голови | Клуб                |
| --- | ---- | ------------------- | ------------------ | ------- | ------ | ------------------- |
| 1   | Г    | Кладуио Браво       | 13. април 1983.    | 125     | 0      | Бетис               |
| 12  | Г    | Брајан Кортес       | 11. март 1995.     | 4       | 0      | Коло Коло           |
| 23  | Г    | Омар Карабали       | 12. јун 1997.      | 0       | 0      | Сан Луис            |
|     |      |                     |                    |         |        |                     |
| 4   | О    | Маурисио Исла       | 12. јун 1988.      | 118     | 4      | Фламенго            |
| 15  | О    | Жан Босежур         | 1. јун 1984.       | 109     | 6      | Универсидад де Чиле |
| 5   | О    | Пауло Дијаз         | 25. август 1994.   | 27      | 0      | Ривер Плејт         |
| 3   | О    | Гиљермо Марипан     | 6. мај 1994.       | 26      | 2      | Монако              |
| 18  | О    | Себастијан Вегас    | 4. децембар 1996.  | 11      | 1      | Монтереј            |
|     | О    | Франсиско Сијералта | 6. мај 1997.       | 4       | 0      | Вотфорд             |
| 2   | О    | Николас Дијаз       | 20. мај 1999.      | 2       | 0      | Мазатлан            |
| 6   | О    | Јонатан Андија      | 6. август 1992.    | 1       | 0      | Унион Ла Калера     |
|     |      |                     |                    |         |        |                     |
| 8   | С    | Артуро Видал        | 22. мај 1987.      | 119     | 32     | Интер               |
| 13  | С    | Ерик Пулгар         | 15. јануар 1994.   | 26      | 1      | Фјорентина          |
| 10  | С    | Сесар Пинарес       | 23. мај 1991.      | 13      | 1      | Гремио              |
| 16  | С    | Клаудио Баеза       | 23. децембар 1993. | 8       | 0      | Некакса             |
| 20  | С    | Родриго Ечеверија   | 17. мај 1995.      | 1       | 0      | Евертон             |
| 21  | С    | Пабло Пара          | 23. јул 1994.      | 0       | 0      | Курико Унидо        |
|     |      |                     |                    |         |        |                     |
| 7   | Н    | Алексис Санчез      | 19. децембар 1988. | 136     | 45     | Интер               |
| 14  | Н    | Фабијан Орељана     | 27. јануар 1986.   | 42      | 2      | Ваљадолид           |
| 11  | Н    | Фелипе Мора         | 2. август 1993.    | 7       | 1      | Портланд тимберси   |
| 9   | Н    | Жан Менесес         | 16. март 1993.     | 4       | 1      | Леон                |
| 17  | Н    | Андрес Вилчес       | 14. јануар 1992.   | 2       | 0      | Унион Ла Калера     |
| 22  | Н    | Никлас Кастро       | 8. јануар 1996.    | 1       | 0      | Олесунд             |
| 19  | Н    | Карлос Паласиос     | 20. јул 2000.      | 1       | 0      | Унион Еспањола      |

## Стадион
Фудбалска репрезентација Чилеа своје мечеве игра на стадиону Стадион Насионал де Чиле који се налази у Сантијагу. Изградња стадиона је почела у фебруару 1937. године а пуштен је у употребу 3. децембра 1938. године. Насионал је стадион са највећим капацитетом у Чилеу. Реновирањем и прилагођавањем новим правилима ФИФАе тренутни капацитет стадиона је 66.660 места, али је стадион много пута имао и више од 75.000 гледалаца. Највећа посета на стадиону од 85.268 гледалаца је забележена 29. децембра 1962. године на утакмици прве чилеанске лиге између тимова Универзидад де Чиле (Universidad de Chile) и Универзидад Католика (Club Deportivo Universidad Católica) (4:1).
Стадион је био домаћин четири финала Америчког купа, финала Светског првенства 1962. и финала Светског првенства за играче до 20 година 1987. године.

## Рекорди играча
Ажурирано: 20. новембар 2018.
| #   | Играч           | Каријера  | Утакмица | Голова |
| --- | --------------- | --------- | -------- | ------ |
| 1.  | Алексис Санчез  | 2006—     | 124      | 41     |
| 2.  | Клаудио Браво   | 2004—     | 119      | 0      |
| 3.  | Гари Медел      | 2007—     | 116      | 7      |
| 4.  | Гонсало Хара    | 2006—2017 | 110      | 3      |
| 5.  | Маурисио Исла   | 2007—     | 105      | 4      |
| 5.  | Артуро Видал    | 2007—     | 105      | 26     |
| 7.  | Жан Босежур     | 2004—     | 101      | 6      |
| 8.  | Леонел Санчез   | 1955—1968 | 84       | 23     |
| 9.  | Едуардо Варгас  | 2009—     | 82       | 35     |
| 10. | Хорхе Валдивија | 2004—     | 79       | 7      |

| #   | Играч                 | Каријера  | Голова | Утакмица |
| --- | --------------------- | --------- | ------ | -------- |
| 1.  | Алексис Санчез        | 2006—     | 41     | 124      |
| 2.  | Марсело Салас         | 1994—2007 | 37     | 70       |
| 3.  | Едуардо Варгас        | 2009—     | 35     | 82       |
| 4.  | Иван Заморано         | 1987—2001 | 34     | 69       |
| 5.  | Карлос Касели         | 1969—1985 | 29     | 48       |
| 6.  | Артуро Видал          | 2007—     | 26     | 105      |
| 7.  | Леонел Санчез         | 1955—1968 | 23     | 84       |
| 8.  | Хорхе Аравена         | 1983—1989 | 22     | 36       |
| 9.  | Умберто Суазо         | 2005—2013 | 21     | 60       |
| 10. | Хуан Карлос Летелијер | 1979—1989 | 18     | 57       |

Играчи чија су имена подебљана су још увек активни.